# دانشگاه کرالا

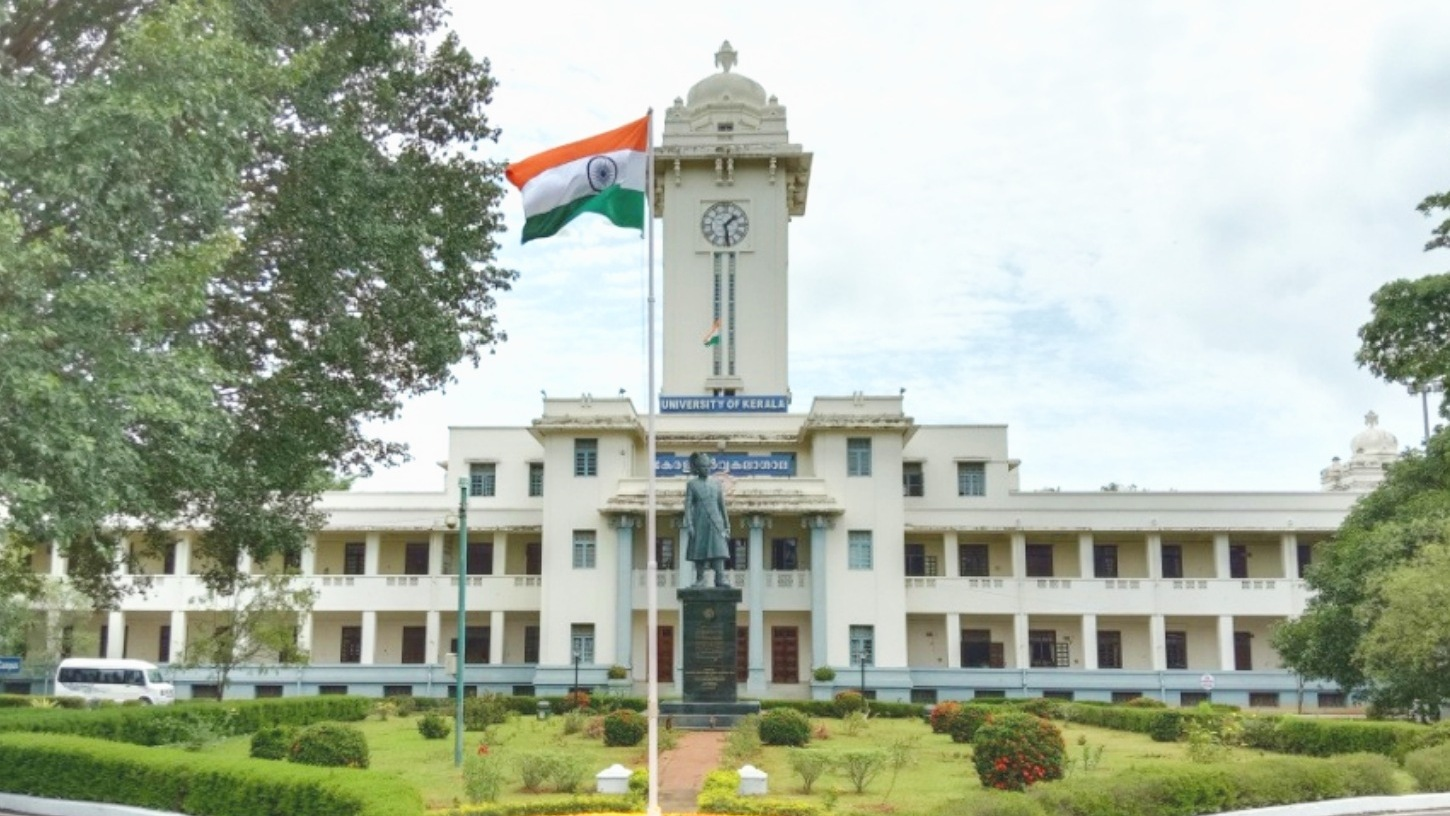
ساختمان دانشگاه

دانشگاه کرالا، سابقاً دانشگاه تراوانکور، یک دانشگاه دولتی است که در تیرووانانتاپورام، مرکز ایالت کرالا، هند واقع شده‌است. این دانشگاه در سال ۱۹۳۷ توسط مهاراجه تراوانکور، چیتیرا تیرونال بالاراما وارما، که اولین رئیس دانشگاه نیز بود، تأسیس شد. راماسوامی ایر، دیوان (نخست‌وزیر) آن زمان، اولین معاون صدراعظم بود. این اولین دانشگاه در کرالا و یکی از اولین دانشگاه‌های کشور بود.
این دانشگاه بیش از ۱۵۰ کالج وابسته داشته و دارای شانزده دانشکده و ۴۳ گروه آموزشی و پژوهشی است. در حال حاضر فرماندار کرالا به عنوان رئیس دانشگاه خدمت می‌کند.

## سازمان و اداره
رئیس، مسئل دفتر رئیس، معاون، معاون اول، و اعضای سنا، سندیکا و شورای علمی، هیئت مدیره دانشگاه را تشکیل می‌دهند. فرماندار کرالا رئیس دانشگاه است و وزیر آموزش کرالا مشاور رئیس دانشگاه است.